# Mihailo Grujić
Mihailo (svetovno Miloš Grujić; Kraljevčani (Banija), 29. srpnja/11. kolovoza 1861. — Plaški (Lika), 21. veljače/6. ožujka 1914.) je bio episkop Srpske pravoslavne crkve.

## Svjetovni život
Rođen kao Miloš Grujić 11. kolovoza 1861. godine u Kraljevčanima od oca Petra, učitelja, i majke Milke. Otac mu je rođen u Jabukovcu i bio je sedmi učitelj u Boviću. Osnovnu školu završio je u Petrinji, gimnaziju u Zagrebu i poslije položenog prvog državnog ispita na pravnom fakultetu u Zagrebu upisao se u Karlovačku bogosloviju i završio je 1886. godine. Rukopoložen je kao đakon i prezviter u celibatu 1887. godine i postavljen za administratora parohije u Mečenčanima. Početkom 1889. godine postavljen je za činovnika pri eparhijskoj upravi u Plaškom, ali je ubrzo morao napustiti to mjesto.

## Monaški život
Zamonašio se manastiru Gomirje i dobio ime Mihailo. Administrirao je manastirskom parohijom Marindol-Bojanci, gde je bio i učitelj. Iznenada 1890. godine postaje profesor Bogoslovije u Srijemskim Karlovcima, a 15. listopada 1891. godine biva izabran za episkopa gornjokarlovačkog.

## Episkopsko zvanje
Kao arhimandrit krušedolski posvećen je za episkopa u karlovačkoj Sabornoj crkvi 27. prosinca 1891. od patrijarha srpskog Georgija i episkopa vršačkog Nektarija i pakračkog Mirona.
Kao eparhijski episkop bio je vrlo strog, energičan i radan i na svakom koraku je branio potrebe Srpske pravoslavne crkve. Za života na episkopa Mihaila gledalo se kao na čoveka barona Khuena Hedervaryja. Nakon pada Khuena Hedervaryja u Hrvatskoj, političke trzavice koje su uslijedile zagorčale su mu život. Iza njegove iznenadne smrti pronađeno oko dvije tisuće pisama kojima je molio utjecajne političke ličnosti za pomoć svim malim ljudima iz cijele Eparhije. Plaščanska katedrala je obnovljena i raskošno ukrašena njeogovm zaslugom.
Poslije nasilne smrti patrijarha srpskog Lukijana 1913. godine, episkop Mihailo je bio postavljen za administratora Karlovačke mitropolije 14. listopada 1913. godine, a poslije smjenjivanja s te dužnosti od strane austrougarskih vlasti data dužnost pripala je najstarijem po posvećenju episkopu pakračkom Mironu.
Umro je 6. ožujka 1914. godine u Plaškom i pokopan u Sabornoj crkvi u Plaškom.

## Vanjske poveznice
- Sava Vuković: Srpski jerarsi  Arhivirana inačica izvorne stranice od 2. prosinca 2013. (Wayback Machine)
- Episkop Mihailo Grujić (Eparhija gornjokarlovačka)